# Defend RAC Vol. 1 + Bonus
Defend RAC Vol. 1 + Bonus – album muzyczny zawierający utwory różnych wykonawców muzycznych, przede wszystkim polskich ale również z innych krajów, wydany w 2018 r. zamieszczony na jednej płycie kompaktowej. Jest to składanka, na której zamieszczono utwory wielu wykonawców. Album załączony został do drugiego numeru magazynu „Droga Bez Odwrotu”.

## Historia, twórczość i album
Album został wydany w Polsce, w maju 2018 r. Nośnikiem danych dla ścieżki dźwiękowej zawierającej utwory zamieszczone w albumie jest jedna płyta kompaktowa. Powstanie albumu związane było z wydawanym magazynem zatytułowanym „Droga Bez Odwrotu” (RAC Music Magazine). Krążek z albumem został załączony do drugiego numeru wymienionego pisma. Takie też oznaczenie nosi płyta, na której zamieszczono napis z identyfikatorm Matrix / Runout: „Droga Bez Odwrotu Magazine”. Jest to album kompilacyjny z utworami wielu różnych wykonawców. Publikacja mogła się ukazać dzięki zgodzie wyrażonej przez wszystkie zespoły na zamieszczenie w albumie ich utworów oraz przychylności i udostępnieniu nagrań przez wytwórnie muzyczne, takie jak przede wszystkim Strong Survive Records, oraz Opos Records i PC Records.
Twórczość prezentowana w albumie jest niewątpliwie związana z ruchem muzycznym znanym pod mianem Rock Against Communism. Pod względem muzycznym można także wymienić takie nurty, w ramach gatunku muzycznego jakim jest rock, jak: oi!, punk rock, hardcore punk. Ponadto w stylistyce poszczególnych kapel można znaleźć także brzmienia z innych nurtów muzycznych, w tym między innymi NSBM, metalcore, pagan metal, folk metal, thrash metal, heavy metal, hatecore.
W styczniu 2022 r. ukazał się druga część wydawnictwa pod tytułem „Defend Rock Against Communism Vol. 2 + Bonus” (Matrix / Runout: 76155 Defend R. A.C. vol. 2 + bonus), załączona do drugiego numeru „Hail Rock'n'Roll magazine”, a w 2024 r. część trzecia (Barcode: 14864 Defend R.A.C. vol3 + bonus), również załączana do „Hail Rock'n'Roll magazine”.

## Wykonawcy

### Lista wykonawców
W albumie zamieszczono utwory dziewiętnastu wykonawców, przy czym jest to jeden utwór każdego z nich. Są to następujący wykonawcy muzyczni: Aggravated Assault, Blue Eyed Devils (B.E.D.), Bound For Glory, Brainwash, Chaos 88, Front H8, Gammadion, Kontratak, Kratky Proces, Legion Twierdzy Wrocław (LTW), M.A.T. Project, Molat (Молат, Molot), MR Obłęd, Nordica, Obłęd, Odwet 88, Omerta, Pogrom, Stalag.

### Wykonawcy według krajów
| lp. | Wykonawca               | Kraj              |
| --- | ----------------------- | ----------------- |
| 1   | Aggravated Assault      | Stany Zjednoczone |
| 2   | Blue Eyed Devils        | Stany Zjednoczone |
| 3   | Bound For Glory         | Stany Zjednoczone |
| 4   | Brainwash               | Niemcy            |
| 5   | Chaos 88                | Stany Zjednoczone |
| 6   | Front H8                | Polska            |
| 7   | Gammadion               | Polska            |
| 8   | Kontratak               | Polska            |
| 9   | Kratky Proces           | Słowacja          |
| 10  | Legion Twierdzy Wrocław | Polska            |
| 11  | M.A.T. Project          | Polska            |
| 12  | Molat                   | Białoruś          |
| 13  | MR Obłęd                | Polska            |
| 14  | Nordica                 | Polska            |
| 15  | Obłęd                   | Polska            |
| 16  | Odwet 88                | Polska            |
| 17  | Omerta                  | Polska            |
| 18  | Pogrom                  | Polska            |
| 19  | Stalag                  | Polska            |

### Podsumowanie
| lp. | Kraj              | liczba wykonawców |
| --- | ----------------- | ----------------- |
| 1   | Polska            | 12                |
| 2   | Stany Zjednoczone | 4                 |
| 3   | Białoruś          | 1                 |
| 4   | Niemcy            | 1                 |
| 5   | Słowacja          | 1                 |

## Utwory
| lp. | Wykonawca               | tytuł                       | uwagi |
| --- | ----------------------- | --------------------------- | ----- |
| 1   | Kratky Proces           | Perúnov Ľud                 |       |
| 2   | Obłęd                   | Za Honor Po Grób            |       |
| 3   | Gammadion               | Dance Macabre               |       |
| 4   | Brainwash               | Defend Our Europe           |       |
| 5   | M.A.T. Project          | Przezwyciężać               |       |
| 6   | Kontratak               | Prowadź Nas Orle            |       |
| 7   | Molat                   | Мaлaдыя Штypмaўцы           |       |
| 8   | Omerta                  | Czas Zbrodni                |       |
| 9   | MR Obłęd                | Gdziekolwiek                |       |
| 10  | Bound For Glory         | Katyń                       |       |
| 11  | Nordica                 | Janusz Waluś                | bonus |
| 12  | Odwet 88                | Arkona                      | bonus |
| 13  | Legion Twierdzy Wrocław | Stalingrad                  | bonus |
| 14  | Aggravated Assault      | Skin For Life               | bonus |
| 15  | Stalag                  | Męty                        | bonus |
| 16  | Chaos 88                | Chaos 88                    | bonus |
| 17  | Pogrom                  | Bóg Z Wami                  | bonus |
| 18  | Blue Eyed Devils        | Snap                        | bonus |
| 19  | Front H8                | Mój Będzie Jutrzejszy Dzień | bonus |